# Phellinus himalayensis
Phellinus himalayensis är en svampart som beskrevs av Y.C. Dai 1999. Phellinus himalayensis ingår i släktet Phellinus och familjen Hymenochaetaceae.   Inga underarter finns listade i Catalogue of Life.